# Echiniscus lineatus
Espèce
Echiniscus lineatus est une espèce de tardigrades de la famille des Echiniscidae. 

## Distribution
Cette espèce est endémique du Yunnan en Chine.

## Taxinomie
Avant sa description, cette espèce était confondue avec Echiniscus scabrospinosus.

## Publication originale
- Pilato, Fontoura, Lisi & Beasley, 2008 : New description of Echiniscus scabrospinosus Fontoura, 1982, and description of a new species of Echiniscus (Heterotardigrada) from China. Zootaxa, no 1856, p. 41-54.